# Aechmea rubrolilacina
Aechmea rubrolilacina é uma espécie do gênero Aechmea. Esta espécie é endêmica do Estado do Espírito Santo no leste do Brasil.

## Taxonomia
A espécie foi descrita em 1993 por Elton Martinez Carvalho Leme.

## Forma de vida
É uma espécie epífita e herbácea.

## Descrição
Inflorescência com raque avermelhada; brácteas florais vermelhas, elípticas, agudas e mucronadas; ovário esverdeado.

## Conservação
A espécie faz parte da Lista Vermelha das espécies ameaçadas do estado do Espírito Santo, no sudeste do Brasil. A lista foi publicada em 13 de junho de 2005 por intermédio do decreto estadual nº 1.499-R.

## Distribuição
A espécie é endêmica do Brasil e encontrada no estado brasileiro de Espírito Santo.
A espécie é encontrada no domínio fitogeográfico de Mata Atlântica, em regiões com vegetação de floresta ombrófila pluvial.